# Égetett szesz

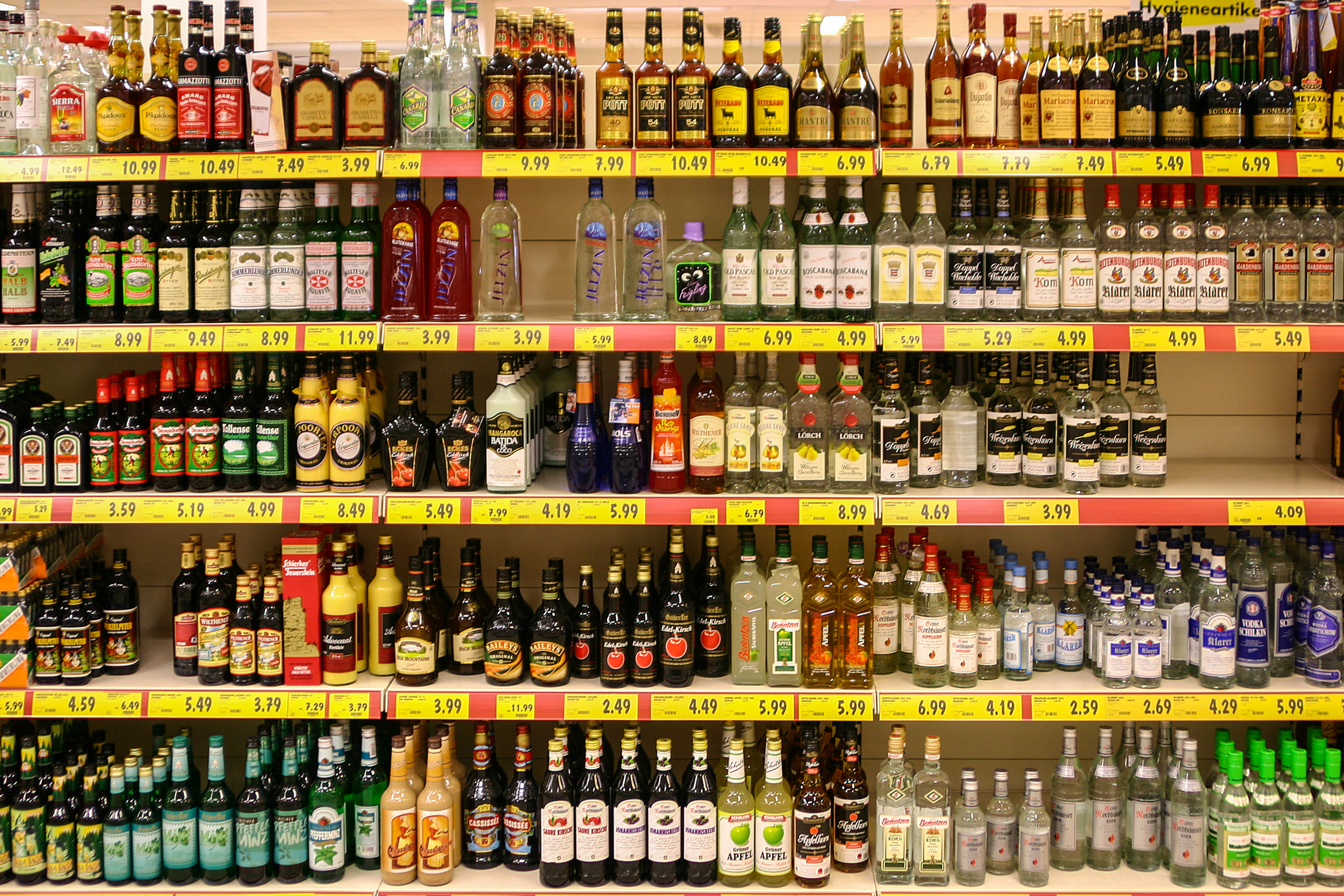
Különböző égetett szeszes italok egy szupermarketben

Az égetett szesz vagy alkoholpárlat (időnként egyszerűen párlat) olyan alkoholos ital, amelynek alapanyagát alkoholos erjedés után lepárolják, így legnagyobbrészt etanol vizes oldatából áll. A lepárlás során az alacsonyabb forráspontú, illetve az illékonyabb összetevőket nyerik ki az alapanyagból, így az égetett szeszek jóval magasabb alkoholtartalmúak, mint a sör, a bor és más erjesztett italok. A párlat íze a lepárlás módszerétől függően lehet semleges, vagy többé-kevésbé megőrizheti az erjedt alapanyag aromáit, de emellett gyakran ízesítik vagy fahordóban érlelik. Az égetett szesz lepárlás után általában 60%-nál magasabb alkoholtartalmú, ezért szinte mindig hígítva hozzák forgalomba. Jellemzően 15–55% közötti alkoholtartalommal, kis adagokban fogyasztják; ezért gyakran röviditalnak is nevezik.
Az égetett szeszeket és a belőlük készült italokat gyűjtőnéven [[alkoholos italok|szeszes italoknak] nevezik. A likőrök a párlatok ízesítésével és jelentős édesítésével készülnek, többnyire finomszeszből. A finomszesz olyan, legalább 96 térfogatszázalék alkoholtartalmú égetett szesz, amelyet lepárláskor tisztára finomítottak, így etanolon és vízen kívül csak nyomokban tartalmaz egyéb anyagokat.
Az égetett szeszt a 18. századtól kezdve „pálinkának” nevezték a magyar nyelvben. A 20. század folyamán a pálinka magyar viszonylatban egyre inkább a gyümölcs-, seprő- és törkölypárlatokra utalt, ám a korábbi jelentése csak 2002-től, a mai értelemben vett pálinka eredetvédettsége, illetve a pálinkatörvény hatására vált elavulttá. Azóta a pálinka régi jelentése a köznyelvből is kiveszőben van.
2011-ben a világ legtöbbet eladott szeszesital-márkája a dél-koreai Jinro szodzsu volt.

## Története

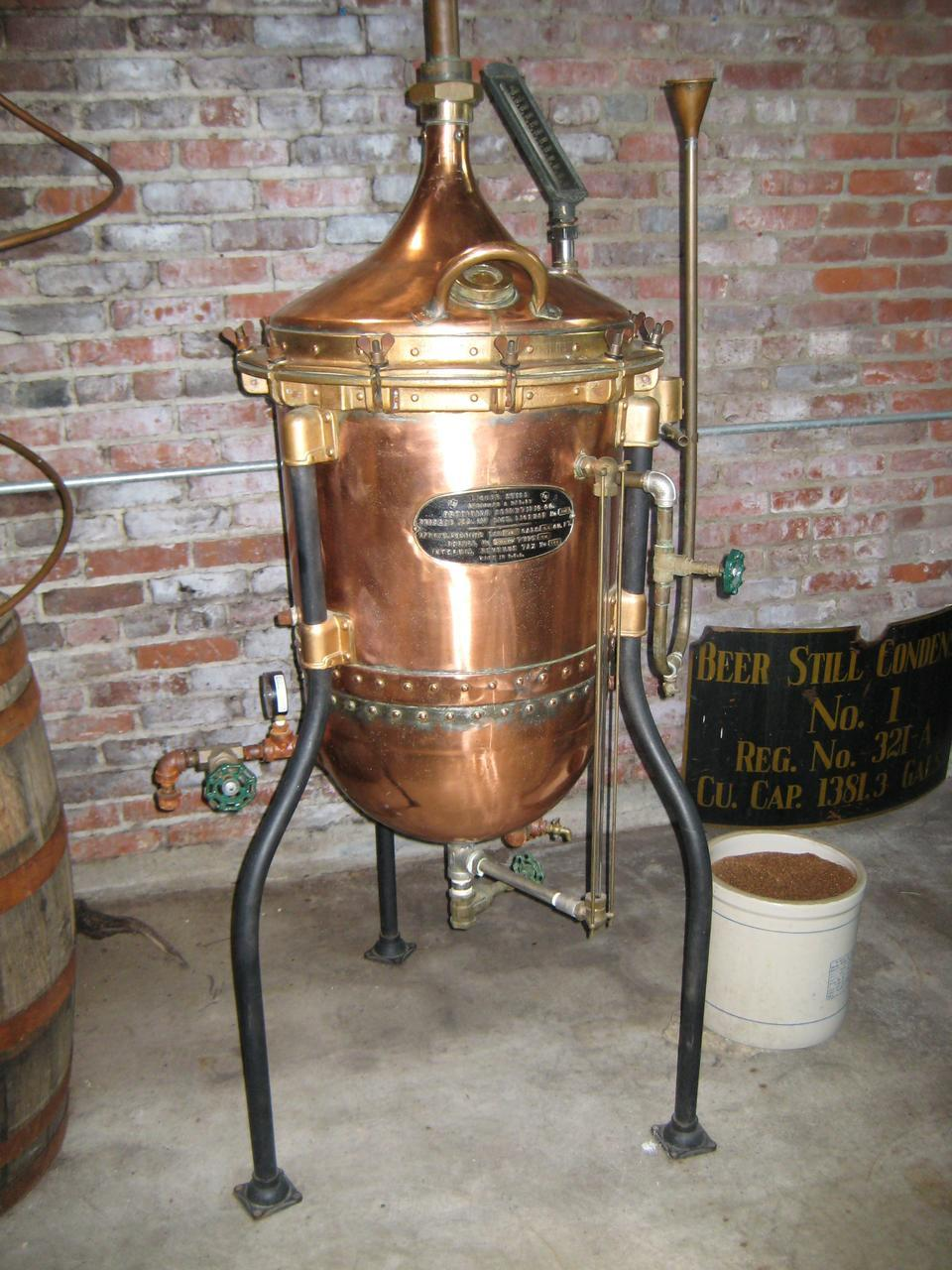
Régi whiskyfőző üst

### Előzményei
A desztilláció története legalább az első évszázadig nyúlik vissza, ám a korai lepárlókészülékek és lepárlási módszerek egészen a második évezredig nem voltak alkalmasak szeszfőzésre. Az első századtól a hellenisztikus Egyiptom alexandriai vegyészei széles körben használták a desztillációt magas forráspontú anyagok – főleg kén, higany, arzén, illetve ezek egyes vegyületeinek – lepárlására, majd tudásukat a 7–8. századtól az arab világ örökölte. Az araboknál gyakori volt a víz, az ecet, a rózsavíz és egyéb vizes parfümök lepárlása.
Számtalan felületes elmélet született a szeszfőzés egyiptomi, arab, ír, ókori görög vagy akár történelem előtti eredetére nézve, ám az ilyen feltételezéseket nem támasztják alá bizonyítékok, és a történelmi tények tükrében kimondottan valószerűtlenek. Már az ókorban felfedezték, hogy a felhevített bor felszínén egy gyúlékony anyag „jelenik meg”, ám a második évezredig sosem jegyezték fel, hogy az alkoholt sikeresen lepárolták volna.

### Felfedezése és kezdetei
A desztillált alkohol legkorábbi leírása a 12. századi Itáliából származik, a salernói egyetemről. Ekkoriban a jelek szerint három technológiai újítás együttes hatására sikerült a borból alkoholt lepárolni:
- elterjedt a párlatrészek főzés közbeni elkülönítése, ami lehetővé tette az alkohol elválasztását a víztől.
- megjelentek a lepárlókon a korábbiaknál sokkal hosszabb elvezetőcsövek, melyek távolabbi szakasza már elég hűvös volt némi alkohol lecsapódásához
- a borhoz hamuzsírt vagy más vízmegkötőket kevertek, így egyetlen lepárlással is 65%-nál nagyobb töménységű alkoholt nyertek, ami hidegen is meggyulladt, így a korabeli vegyész is azonosítani tudta. Az alkohol legkorábbi neve aqua ardens, azaz „égő víz” vagy „égő párlat” volt.[5]

A 13. században Taddeo Alderotti írt először vízhűtéses, meghajtogatott páracsőről, amely többszöri újrafinomítást tett lehetővé, ezáltal a párlatrészek megfelelő elválasztásával akár 90%-os töménységű, kozmaolajoktól jól megtisztított alkoholt is le tudott párolni. Az ilyen tiszta alkoholt hamarosan aqua vitae (az élet vize) vagy quinta essentia (az ötödik elem) néven emlegették, és az orvosok többsége erős gyógyszernek, vagy egyenesen csodaszernek tartotta. Az aqua vitae emellett gyakran a gyógynövényekkel együtt (vagy eleve gyógynövényes borból) lepárolt alkoholt is jelentett, mielőtt később az égetett szesz általános elnevezése lett.
A fekete halál idején az orvosok tömegesen vetették be az aqua vitae-t, így a század végére Európa-szerte megjelent az élvezeti szeszfogyasztás. A 14–15. század fordulóján megjelentek a komlózatlan árpa-, búza- vagy rozssörből desztillált gabonapárlatok is, melyek népszerűek lettek mindazon vidékeken, ahol nem volt olcsó, helyben előállított bor. Ezekből alakultak ki többek közt a ma ismert whisky, vodka, korn és moutwijn, illetve közvetve a jenever és a gin.
A szeszfőzés technológiája a 18. század végéig aránylag keveset fejlődött. Még a 17. században is tartotta magát az az elmélet, hogy az alkohol főzés közben, hő hatására keletkezik az erjesztett italokban, így még ekkor is gyakran „előfőzéssel” próbáltak több alkoholt nyerni belőlük, és a hozzáadott hamuzsír szerepét is abban látták, hogy katalizálja az alkohol létrejöttét. A gőzt nem hagyták rézfelülettel érintkezni, meghajtogatott páracső helyett pedig gyakran inkább vízzel hűtött sisakkondenzátort használtak, mert az ilyen lepárlót sokkal könnyebb volt kitakarítani a szabályozatlan fűtésből fakadó, gyakori felhabzások után. Ugyanezen okból gyakran használtak egyenes páracsövet is, ami ezáltal túl rövid szakaszon szelte át a hordót. A szabályozhatatlan fűtés, valamint az elégtelen hűtés több-kevesebb veszteséget és rossz minőségű párlatot eredményezett, főleg a korabeli gabonapárlatok voltak hírhedten rosszízűek. Emiatt a gabonapárlatokat gyakran ízesítették: népszerűek lettek a borókás, köményes párlatok, illetve a különböző fűszerekkel és gyümölcshéjakkal ízesített, erősen cukrozott likőrök.

### Modern lepárlás

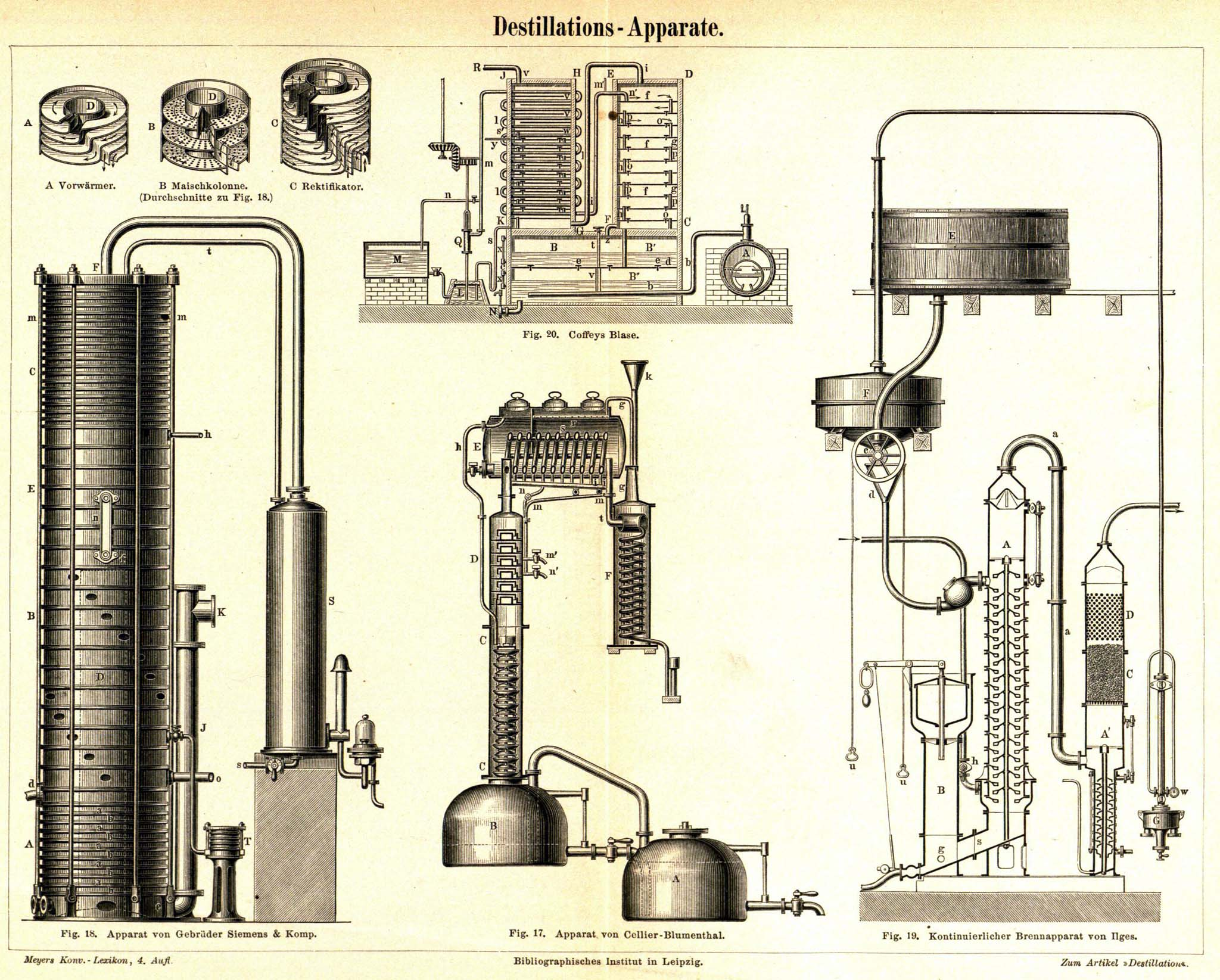
Oszlopos lepárlórendszerek a késő 19. századból

A 18. századi tudományos áttörések után a szeszfőzést is megbízható természettudományos alapokra helyezték, így megoldódtak az üst fűtésének és a gőz hűtésének problémái is, ezáltal a 19. században elterjedt a ma ismert, belső rézfelülettel és spirális vízhűtővel épített kisüsti lepárlókészülék. Az 1810-es években a francia származású Cellier Blumenthal kifejlesztette az első oszlopos lepárlórendszereket, amelyek egyszerre voltak képesek megállás nélkül szeszt főzni a beadagolt folyadékból, és a párlatot egyben rektifikálni, azaz erősen finomítani. Ezt az újfajta lepárlót Aeneas Coffey jelentősen továbbfejlesztette a gabonaszesz-finomítás igényeinek megfelelően, első lepárlóját 1830-ban szabadalmaztatta. Később megjelentek a finomszesz előállítására alkalmas oszlopok is. Az oszlopos finomítás jelentősen átalakította egyes régi italok hagyományát: a vodka tisztára finomított alkohol lett, az európai whiskyk nagy része kevert whisky. Finomszesz lett az alapanyaga a ginnek, a modern „jonge” jenevernek és a likőrök többségének is, és az oszlopok sok más párlatfajta gyártásában is szerephez jutottak.
A technológia korszerűsödésével nagyban javult a párlatok minősége, míg az oszlopos lepárlók rendkívül olcsó szeszfőzést tettek lehetővé, így a 19. század során Európa-szerte elterjedt a szeszfogyasztás azokon a vidékeken is, ahol korábban csak sört és bort fogyasztottak. A század végére több európai országban is kezelhetetlen össznépi alkoholizmus tombolt, amit többnyire csak több-kevesebb ideig tartó szesztilalom tudott elfojtani.

## A magyar párlatok története

### A szeszfőzés kezdetei Magyarországon
Itáliai megjelenése után a bor lepárlásának tudománya a 12–13. század fordulóján Magyarországon is meghonosult. A 13. században Erzsébet királyné a köszvényét rozmaringgal lepárolt borszesszel kezelte, melyet külsőleg és (ételhez vagy italhoz keverve) belsőleg is alkalmazott. Ez a gyógykészítmény legkorábban Arnaldus de Villanova katalán orvos könyvében jelent meg, de később nemzetközileg is Aqua Hungarica, Aqua Reginae Hungariae vagy Eau de le Reine d'Hongrie néven vált ismertté.
A 15. századi Magyarországon már az élvezeti szeszfogyasztás és a gabonapárlat sem volt ismeretlen. Bártfán 1438-ban már városi szeszfőzde üzemelt, és Pozsonyban is élvezeti cikként említik az égetett szeszt. Mátyás király 1459-ben a felvidéki éhínség idején betiltotta a gabona lepárlását. A korábbi, orvosi aqua ardens és aqua vitae kifejezések helyett elterjedt a crematum, majd cremato, ami először a gabonapárlatot, majd a bor- és seprőpárlatot is jelölte (Vino Cremato).

### A szeszfogyasztás elterjedése

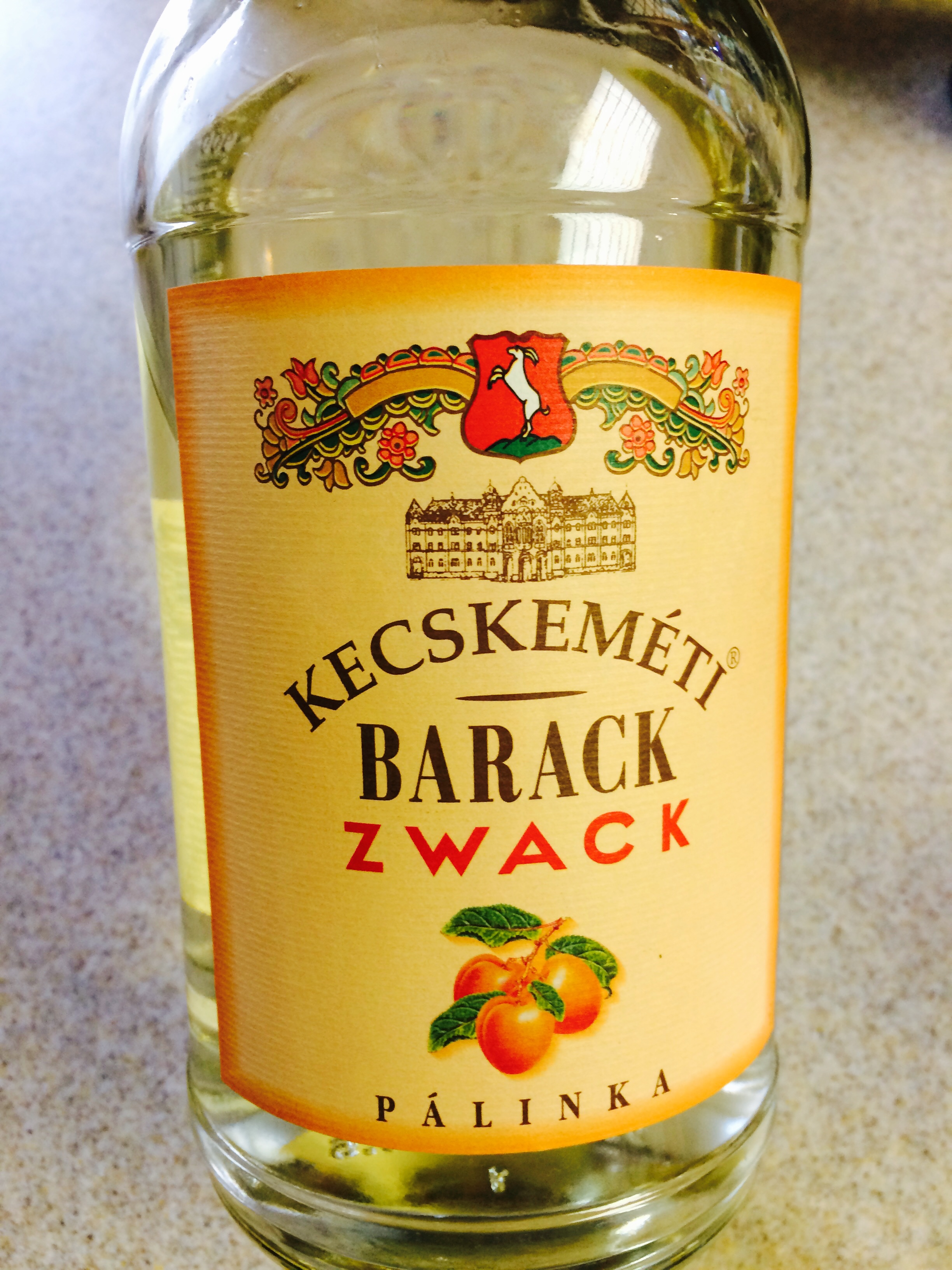
Magyar pálinkás butykos

A 16. századból származnak az égetett szesz szélesebb körű hazai elterjedésének első nyomai, például a Borégető vezetéknév és a „borégető ház” (szeszfőzde) fogalmának megjelenése. A 16–18. századi „égettbor” (legkorábbi formájában eghet bor) borseprőből vagy gabonából, majd törkölyből is készült, valódi borpárlatot inkább csak hibás borokból főztek. A 17. században megjelent a pálinka kifejezés, amely kezdetben csak a gabonapárlatot jelölte, majd az égetett szeszek általános elnevezése lett, és a 18. század során nagyrészt felváltotta az „égettbor” szavunkat. A 17. századtól kezdve általánossá váltak a szeszfőzdével kiegészített sörfőzdék, melyek sört és „égettbort” vagy „pálinkát” egyaránt előállítottak a gabonából. A magyar „gabonapálinka” alapanyaga általában rozs volt, de bőséges termés esetén a búzát, később pedig a kukoricát és hajdinát is felhasználták.
A szőlőtörkölyt sokáig csak csiger vagy törkölyecet alapanyagaként, illetve sertéstakarmányként ismerték. A törkölypálinka első említése a 17. századból származik: 1697-ben az erdélyi országgyűlés – a borosgazdák védelmében – betiltotta a készítését. Eközben azonban Kassán 1708-ban még kidobták a nagy mennyiségű fölösleges törkölyt. A szilvából készült pálinkát először Thököly Imre említi 1684-ben, majd a 18. század folyamán egyre több helyen említik, 1787-ben pedig már nagy mennyiségű erdélyi silvóriumról számolnak be.

### A 19. század

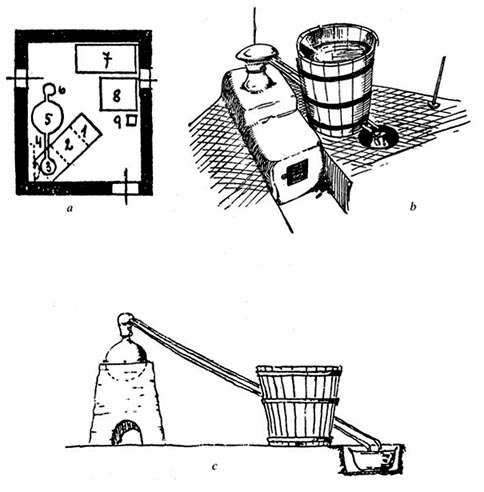
Pálinkafőző kunyhó vázlatos alaprajza:
1. kemencegödör;
2. kemence vagy kazán;
3. kotlán;
4. csévék;
5. vizeshordó;
6. pálinkás korsó;
7. ágy;
8. asztal;
9. szék;
b) berendezése, Bükkalla (Vas vm.);
c) pálinkafőző üst, Tiszahát (Szatmár vm.)

1789-ben a „kolompér pálinkát”, azaz a burgonyapárlatot is bemutatták Erdélyben, amely a 19. századi Magyarország egyik legnagyobb mennyiségben készült szeszes itala lett. 1822-ben már nagy mennyiségről számoltak be, de ugyanekkor még a törkölypálinkát is az egyik leggyakoribb magyar párlatfajtaként tartották számon. 1843-ban már be akarták tiltani a burgonyapárlatot, majd 1845-ben egy Széchenyi Istvánnak tulajdonított politikai vitairat össznépi alkoholizmusról számol be Magyarországon, és arról, hogy a magyar mezőgazdaságot jelentős részben a szeszgyáraknak szállított burgonya termesztése köti le. A 70-es, de főleg a 80-as években tömegméretűvé vált a (burgonya-) szeszfogyasztás, ezáltal a politikai és orvosi közéletben kiemelt helyet kapott az alkoholizmus elleni küzdelem, de csak a 20. század elején bontakozott ki jelentősebb társadalmi szervezkedés az alkohol pusztításának megfékezésére.
…olly kevéssé eszközli a közhasznot a pálinkának nagy mennyiségben égetése s ez által olly felette olcsóra állítása, azon különbséggel egyébként, hogy midőn a rosz közösülésnek s a mocsárnak önző pártolója, saját erszénye megtömése végett, a hazának egyedül anyagi jólétét csorbítja, a pálinka-égetö pénzszomjának lecsilapítására alkalmasint nem is sejditvén, mennyi kárt okoz, nemcsak a jelen élőkbe, de a jövő nemzedékekbe is olly mérget önt, melly testet és lelket egyiránt gyilkolja; miszerint addig is, míg a törvényhozás, melly e tárgy körül elhibázta a józan utat, mert nemzetünk még csak serdülő korát nem vette elég tekintetbe, gátot fog vetni ezen közmegmérgezés és közlealacsonyítás ellen, addig is, a meggondoltabb s lelkesb azon nyomorult ürügy alatt, hogy ha nem cselekszi ő, cselekszi más — nem fog a mérgezők s a nemzet jövendőjét hiúsítók sorába állni. S igy, a pálinkaégetés, mellyet sok mint valami felette ártalmast meg sem kezd, vagy önként abban ágy, a kevésbé kétkedőket pedig egyenesen elfogja attul tiltani a törvény, — remélhetőleg soha vagy legalább mindaddig nem fogja alkotni mezei gazdaságunk nevezetesb ágazatát, míg jobb s közönségesb nevelés utáni csinosodás meg nem semmisíti a pálinka csábjait…
A század folyamán a burgonyapárlat aránya ugyan elsöprővé vált, de továbbra is jelentős mennyiségben főztek szeszt gabonából, szilvából és borból, illetve borászati melléktermékekből is. Számottevő belföldi kereskedelméről számoltak be többek közt a bánáti és szerémségi vármegyékben, illetve a szatmárban, a nógrádban, illetve a baranyában készült szilvapálinkáknak. A sörfőzők továbbra is készítettek gabonapárlatot, illetve főzhetésének jogáért harcban állt egymással a jobbágyság és a nemesség. A helyi szilvapálinka sikere ellenére a szatmári „rozspálinka” is fontos áru volt.
A kora 19. században megjelent a magyar rum is, melyet a nyersen importált nádcukor finomításakor nyert cukornádmelaszból készítettek. 1822-ben azonban megjelent az osztrák Inländerrum hagyományán alapuló, egyéb szesz fűszerezésével készült rumutánzat, az import nádcukor szerepét pedig jórészt átvette az olcsón előállított répacukor.
1888. évi szeszadótörvény termelési keretet (kontingenst) határozott meg a szeszgyárak számára. Ez a rendszer egészen a második világháború végéig fennmaradt, azonban – az első világháborútól az 1920-as évek végéig terjedő időszakot leszámítva – a keretet különadó fejében túl lehetett lépni.

### A 20. század
A 20. század kezdetén már nemcsak az ipari szeszgyárak, hanem a mezőgazdasági szeszfőzdék közt is elterjedt volt a finomszesz előállítására alkalmas finomítóoszlopok alkalmazása. A gabonából, burgonyából, cukorrépából és annak melaszából készült szeszt így egyre inkább ízesítve, elsősorban likőrök és rumutánzatok formájában hozták forgalomba. A század elején már a borpárlat kommersz utánzata, a szeszből és esszenciából készült „mesterséges cognac” is megjelent. Az 1921-es szesztörvény a mezőgazdasági szeszfőzdéknek évi 160 ezer hektoliteres kontingenst állapított meg, ebből a gyümölcsalapú párlatok a második világháború végéig átlagosan évi 40 ezer litert tettek ki. 1938-tól jelentőssé vált a minőségi barackpálinka.
A második világháborút követő szocialista rendszerben a gazdaságosság volt a szeszfőzés fő szempontja. A valódi párlatok borból és hibás gyümölcsből készültek, a hibátlan gyümölcs szeszipari felhasználását pazarlásnak nevezték. A legnagyobb mennyiségben feldolgozott gyümölcs az alma volt, ezért minőségi vodkát is finomítottak belőle. A gabonát nem használták szeszgyártásra, a szakirodalom „csak speciális szeszes italok” (például a whisky és a gin) alapanyagaként ismerte. A finomszesz alapanyaga a cukorrépamelasz volt. A „rum” továbbra is finomszeszből és (mesterséges) ízesítőeszenciából készült, de ugyanígy gyártották az úgynevezett „kommersz pálinkát”, azaz gyümölcspálinka-utánzatot is, cseresznye és kajszibarack ízesítéssel. A gyakori minőségi kompromisszumok ellenére azonban nyugati exportra alkalmas színvonalú gyümölcspálinkák is készültek. A likőrök jelentős részét természetes alapanyagokkal ízesítették. 1951 után a kereskedelmi gyümölcspárlatok egy jelentős része házilag erjesztett cefrékből készült az úgynevezett „feles főzés” keretein belül, mely során a magánszemélyek a bérfőzetett pálinkájuk felét beszolgáltatták. Az ilyen pálinka azonban gyakran rossz minőségű volt, ezért jelentős részét finomszesszé kellett feldolgozni, majd 1970-ben beszüntették a feles főzést, és a bérfőzetés adóját ezután kizárólag pénzben szedték be.
A rendszerváltás után is fennmaradt az ízesített melaszszeszből készült „gyümölcspálinka” és „rum” ipari hagyománya, sőt, további ízekkel bővült a mesterséges utánzatok kínálata. Magyarország 2004-es európai uniós csatlakozása és a pálinka eredetvédelme azonban azt eredményezte, hogy a kommersz párlatutánzatok szeszes ital, ízesített vodka és likőr neveken maradtak forgalomban.
A tisztán, azaz hozzákevert ízesítők nélkül palackozott párlatfajtákat alapanyaguk, lepárlási és érlelési módszereik, illetve földrajzi eredetük szerint is megkülönböztetik.
Gyümölcsökből származó párlatok:
- borpárlat vagy brandy: a szőlőből készült bor lepárlásából, általában tölgyfa hordóban érlelve – leghíresebb fajtája a cognac.
- törkölypárlat: a borkészítés után megmaradt szőlőtörkölyből; a magyar törkölypárlatok szinte mind törkölypálinkák.
- gyümölcspárlat, például szilvapárlat: különböző gyümölcsök megerjesztett cefréjéből vagy mustjából; a magyar gyümölcspárlatok szinte mind pálinkák.

Gabonából készült párlatok:
- whisky: elsősorban árpából, kukoricából, rozsból és/vagy búzából, jellemzően 3 évnél hosszabb tölgyfa hordós érleléssel
- kornbrand, korn: német gabonapárlat, jellemzően alig vagy egyáltalán nem érlelt
- pajcsiu: kínai gabonapárlat, általában rizsből vagy cirokból
- sörpárlat: szabályos sörből lepárolt szesz

Cukornádból származó párlatok:
- rum: a nádcukorgyártás során megmaradt melaszból vagy közvetlenül a cukornád levéből
- cachaça: brazil párlat a cukornád levéből
- charanda: mexikói párlat nádmelaszból és/vagy nádléből
- aguardiente de caña: a cukorgyártás után megmaradt nádtörkölyből

Mexikóban jellemzőek a szárazságtűrő növényekből készült párlatok:
- mezcal: a közönséges agávé tövéből
- tequila: a kék agávé tövéből, gyakran egyéb cukorforrásokkal kiegészítve
- sotol: a nyugati üstökvirág tövéből

Egyes párlatok változatos alapanyagokból készülnek.
- vodka: modern formájában hígított finomszesz, mely többnyire gabonából készül, de létezik burgonyából, törkölyből és egyebekből lepárolt vodka is
- sócsú: a japán szeszfőzés hagyományának különböző párlatait jelenti. Általában árpából, édesburgonyából vagy hajdinából készül, ritkábban barna cukorból, japán gesztenyéből, szezámmagból, vagy akár répából is.
- szodzsu: a koreai szeszfőzés hagyományának különböző párlatait jelenti. Hagyományosan rizsből készül, időnként azonban édesburgonyából, búzából, árpából vagy tápiókából is

A borókaízesítésű szeszes italok eredetileg olyan gabonapárlatok voltak, melyeket a kezdetleges technológiából fakadó rossz ízük miatt az előállításuk valamely pontján borókabogyóval ízesítettek, ám a finomszesz elterjedése óta nem kizárólag gabonából készülnek. Gyakran borókapárlatként ismerik őket, de nem tévesztendők össze a valódi borókapárlattal, mely kizárólag erjesztett borókából készül.
- jenever: malátapárlatból és/vagy finomszeszből – utóbbi készülhet gabonából vagy más alapanyagból is.
- gin: finomszeszből.
- borovicska: finomszeszből – a gin módszerével vagy valódi borókapárlattal ízesítve

Az ánizsízesítésű párlatok legkorábban a mediterrán országokban jelentek meg, és eredetileg jellemzően olyan törkölypárlatok voltak, melyeket ánizzsal együtt főztek le.
- úzó: görög ital finomszeszből, ánizzsal és más fűszerekkel
- τσίπουρο (cipúró), nemzetközi nevén tsipouro: görög törkölypárlat, mely tisztán és ánizzsal lefőzött változatban egyaránt készül
- rakı: török gyümölcspárlat (általában szőlőből), melyet ánizzsal desztillálnak le

Egyéb fűszeres párlatok:
- abszint: fehér ürömmel, ánizzsal és egyéb fűszerekkel, előre finomított alkoholból – gyakran finomszeszből vagy borpárlatból.
- akvavit: fűszerköménnyel, általában gabonapárlatból
- pastis: csillagánizzsal, édesgyökérrel és hagyományosan egyéb fűszerekkel, finomszeszből; ma már csak a prémium márkák készülnek közvetlenül fűszerekből, a többit általában előregyártott kivonatokból keverik, jelentős mennyiségű cukor hozzáadásával.

Az úgynevezett kommersz szeszes italok alapanyaga jellemzően gabonából vagy cukorrépamelaszból készült finomszesz, amelyet olcsó, gyakran mesterséges aromaanyagokkal ízesítenek, általában egy-egy hagyományos párlatfajta ízét utánozva. Magyarország Európai Uniós tagsága előtt a rumként és gyümölcspálinkaként forgalmazott italok jelentős része is így készült, a mai törvények szerint azonban az ilyen utánzatoknak eltérő nevet kell adni.